# Матрос Чижик
«Матро́с Чи́жик» — советский драматический фильм, снятый на Киевской киностудии в 1955 году. Режиссёр и автор сценария — Владимир Браун. Премьера на киноэкранах СССР — 4 января 1956 года.

## Сюжет
По мотивам рассказа Константина Станюковича «Нянька». Получив ранение во время учений, матрос Федос Чижик (Михаил Кузнецов) направляется денщиком в дом капитана Лузгина. Супруга капитана — молодая, красивая и избалованная женщина — очень жёстко обращается с денщиком, постоянно унижая его, считая холопом, человеком третьего сорта. Единственная отрада в жизни матроса — общение с маленьким сыном Лузгина, барчуком Шурой — добрым и чутким мальчиком. Однажды, не выдержав оскорблений хозяйки, денщик решает бежать из дома. Остановило его лишь непредвиденное обстоятельство — тяжелейшее воспаление лёгких у ребёнка. Неусыпной нянькой, ни на минуту не покидая Шуру, ухаживал за ним Чижик, буквально вырывая мальчика из лап смерти. Только тогда поняла женщина, как была несправедлива к этому душевно щедрому и доброму человеку.

## В ролях
| Актёр                | Роль                                              |
| -------------------- | ------------------------------------------------- |
| Михаил Кузнецов      | Федос Чижик                                       |
| Владимир Емельянов   | Капитан 2 ранга Лузгин                            |
| Надежда Чередниченко | Мария Ивановна Лузгина                            |
| Толя Мельников       | Александр Васильевич (Шурка) молодой барин        |
| Надежда Семенцова    | прислуга у Лузгиных Аннушка                       |
| Всеволод Тягушев     | денщик Иван                                       |
| Михаил Трояновский   | отставной боцман, кум Федоса Чижика Флегонт Нилыч |
| Валентина Телегина   | жена отставного боцмана Нилыча Авдотья Петровна   |
| Иван Рыжов           | матрос                                            |
| Сергей Петров        | доктор                                            |
| Лев Силаев           | мичман                                            |

## Съёмочная группа
- Сценарий и постановка — Владимир Браун
- Режиссёр — Л. Дзенькевич
- Оператор — Владимир Войтенко
- Художники — Михаил Юферов, Феликс Вакериса-Гальдос
- Композитор — Игорь Шамо
- Монтажёр — Н. Ратманская
- Оркестр Министерства культуры УССР
Дирижёр — Константин Симеонов
- Директор картины — Александр Котовец
- Заместитель директора - Алексей Ярмольский